# الفی دوتی
الفی دوتی (انگلیسی: Alfie Doughty؛ زادهٔ ۲۱ دسامبر ۱۹۹۹) بازیکن فوتبال است.
از باشگاه‌هایی که در آن بازی کرده‌است می‌توان به باشگاه فوتبال چارلتون اتلتیک اشاره کرد.